# Aram Chatjaturjanmuseet

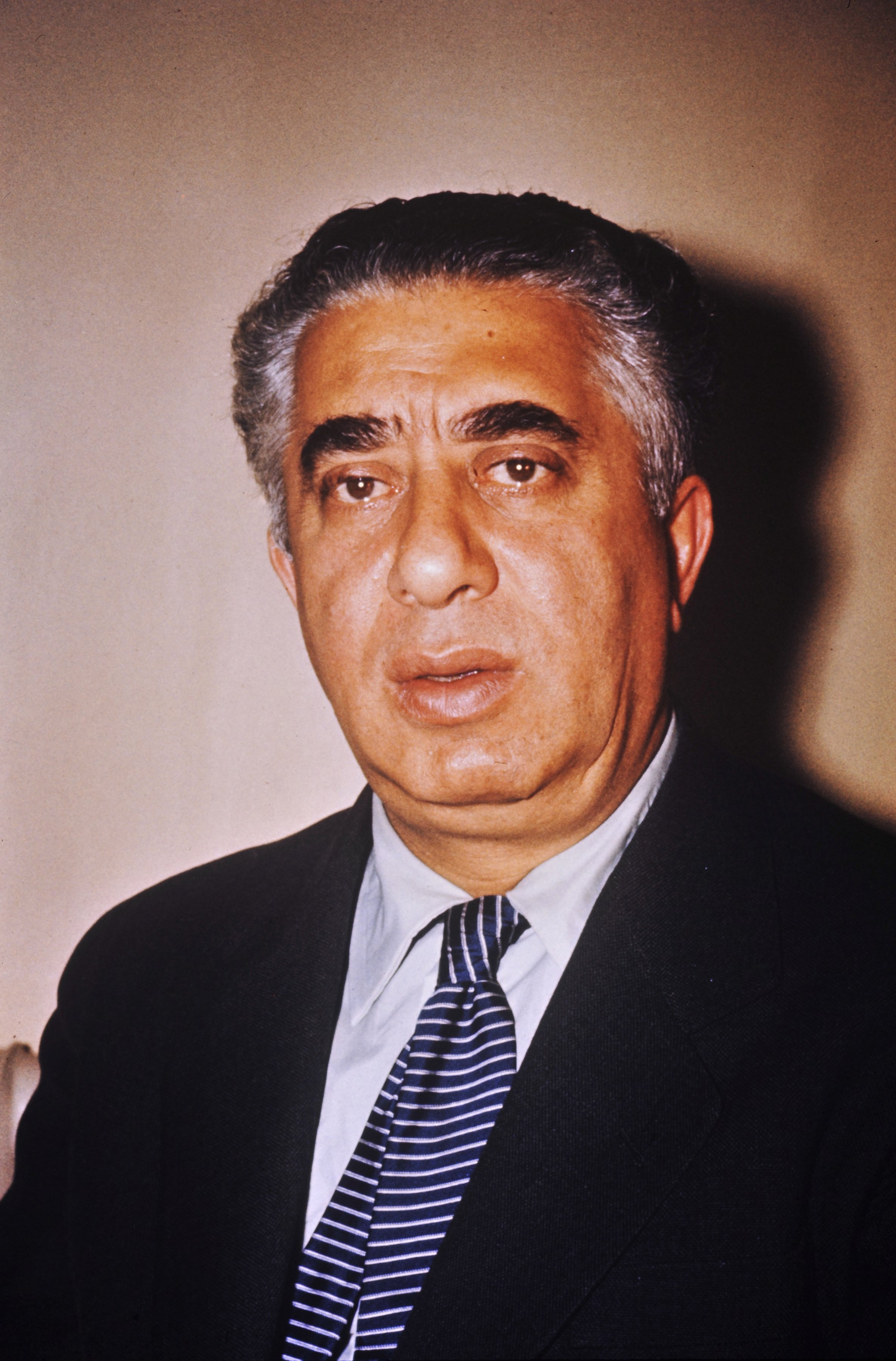
Aram Chatjaturjan.

Aram Chatjaturjanmuseet (armeniska: Արամ Խաչատրյանի տուն-թանգարան) är ett person- och musikmuseum i Jerevan i Armenien, tillägnat kompositören Aram Chatjaturjan. Museet som öppnade 1982 visar personliga tillhörigheter från kompositören och erbjuder också möjlighet till studier och forskning i hans arbete och produktion. Museibyggnaden härbärgerar vidare en konsertsal, ett musikbibliotek och en verkstad för renovering och reparation av fioler.
Museet har cirka 18 000 utställningsföremål, från drygt 50 olika länder och över 3 500 CD-skivor.

## Historik
Ett arbete för att skapa museet inleddes på 1970-talet, och Aram Chatjaturjan medverkade vid dess formgivning. Han testamenterade sina manuscript, olika personliga föremål och gåvor till det planerade museet. Museet är en tillbyggnad till huset, som regeringen lämnade över till kompositören 1947 och där han bodde varje gång han besökte Jerevan. Byggnaden konverterades till ett museum av arkitekten Edvard Altunyan. Under perioden då museet grundades lyckades museidirektören Gohar Harutiunyan engagera en bred krets av donatorer, som bidrog till finansieringen eller skänkte föremål, som tillhört kompositören.